# Jeremy Jordan
Jeremy Jordan (Corpus Christi (Texas), 20 november 1984) is een Amerikaans acteur en zanger.

## Biografie
Jordan werd geboren in Corpus Christi (Texas) in een gezin van drie kinderen. Op jonge leeftijd scheidden zijn ouders en groeide hij op bij zijn moeder. De familie van zijn moeder waren joodse immigranten uit Rusland, Letland en Litouwen. Jordan doorliep de high school aan de Mary Carroll High School in zijn geboorteplaats en op deze school werd hij lid van het koor en ging hij acteren in schoolvoorstellingen. Hierna haalde hij zijn bachelor of fine arts in musical en theater aan de Ithaca College in Ithaca (New York). 
Jordan begon met acteren in lokale theaters, zo maakte hij in 2009 zijn debuut als understudy op Broadway in de musical West Side Story. Van 2012 tot en met 2014 speelde hij een rol in de musical Newsies The Musical, hiervoor werd hij genomineerd voor een Tony Award en een Drama Desk Award. In 2013 werd hij genomineerd voor een Grammy Award voor zijn muzikale werk in deze musical. 
Jordan begon in 2011 met acteren voor televisie in de televisieserie Submissions Only, waarna hij nog meerdere rollen speelde in televisieseries en films. Hij is vooral bekend van zijn rol als Winn Schott in de televisieserie Supergirl waar hij al in 43 afleveringen speelde (2016-2017). 
Jordan is in 2012 getrouwd met actrice Ashley Spencer. 

## Filmografie

### Films
Uitgezonderd korte films.
- 2024: Bonnie and Clyde: The Musical - als Clyde Barrow
- 2023: Spinning Gold - als Neil Bogart
- 2022: Hanukkah on Rye - als Jacob
- 2021: Mix Up in the Mediterranean - als Josh / Julian
- 2020: Holly & Ivy - als Adam Yeager
- 2019: American Son - als Paul Larkin
- 2017: Disney's Newsies the Broadway Musical - als Jack Kelly
- 2015: Emily & Tim - als Phayer
- 2014: The Last Five Years - als Jamie Wellerstein
- 2012: Joyful Noise - als Randy Garrity

### Televisieseries
Uitgezonderd eenmalige gastrollen.
- 2024 Megamind Rules! - als Bennett Schlurg-Peterman (stem) - 3 afl.
- 2024: Hazbin Hotel - als Lucifer - 2 afl.
- 2015-2021: Supergirl - als Winn Schott - 69 afl.
- 2017-2020: Tangled: The Series - als Varian (stem) - 20 afl.
- 2013: Smash - als Jimmy Collins - 17 afl.
- 2013: It Could Be Worse - als Luke - 2 afl.

## TheaterwerkBroadway
- 2024: The Great Gatsby - als Jay Gatsby
- 2018-2019: American Son - als Paul Larkin
- 2019: Waitress - musical - als dr. Jim Pomatter
- 2012: Newsies The Musical - musical - als Jack Kelly
- 2011: Bonnie and Clyde - musical - als Clyde Barrow
- 2009-2015: Rock of Ages - musical - als Drew / Franz / Stacee Jaxx (understudy)
- 2009-2011: West Side Story - musical - als Tony (understudy)

- Gemeinsame Normdatei: 1023847299
- International Standard Name Identifier: 0000 0003 7140 0194
- Library of Congress Control Number: no2012075882
- MusicBrainz: 4e3e3f26-83fb-4904-9d79-87f643d587c4
- Nederlandse Thesaurus van Auteursnamen: 397750900
- Virtual International Authority File: 250993164
- WorldCat: E39PBJvhr7yDmTywFQpJfwGCQq